# Rozložení kláves

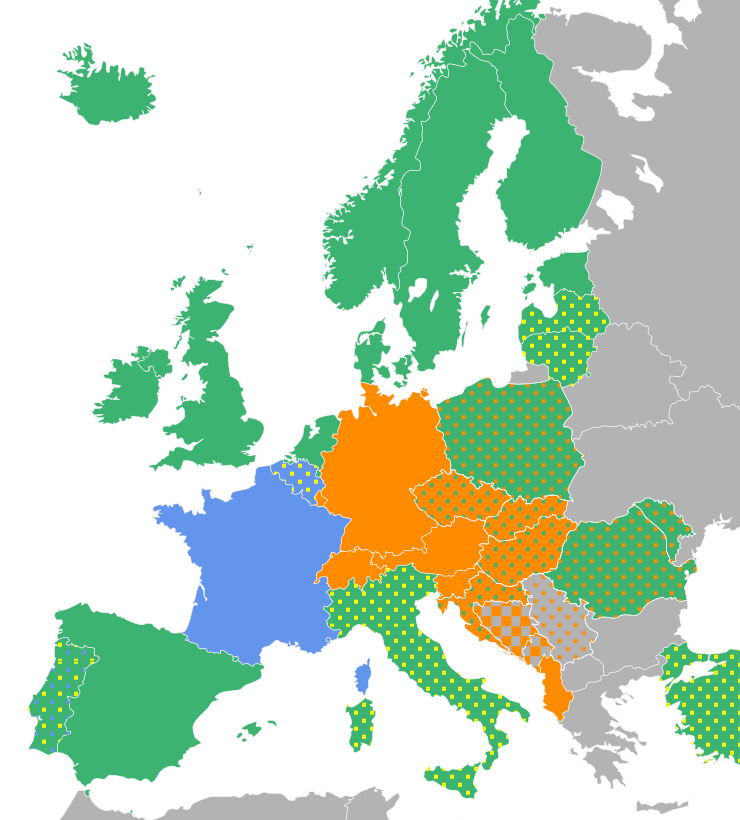
Mapa států Evropy podle rozložení klávesnice
QWERTY
QWERTZ
AZERTY
Místní druh klávesnice s diakritikou
Nelatinkové klávesnice

Rozložení kláves na klávesnici, lépe řečeno rozložení znaků na jednotlivých klávesách klávesnice, je dáno historickým vývojem a upraveno mezinárodní normou. Přesto existuje mnoho variant a subvariant tohoto rozložení.

## Historický vývoj
Rozložení znaků na klávesách klávesnic má dlouhou historii, která začíná dobou vzniku prvních psacích strojů. Uspořádání kláves na těchto prvních strojích nebylo jednotné. Nejen pořadí písmen bylo různé, ale i uspořádání kláves do řad. Existovaly klávesnice dvou-, tří-, čtyř- až sedmiřadové. Klávesnice měla i tvar polokoule.
V roce 1878 se začal prodávat nový model psacího stroje zn. Remington, který měl čtyřřadovou klávesnici (předcházející model, který vznikal v letech 1873 až 1876 ještě neměl toto rozložení klávesnice). Znaky na klávesnici nebyly řazeny abecedně, ale v uspořádání, které dnes známe pod označením QWERTY. Toto uspořádání bylo v roce 1888 na sjezdu odborníků v Torontu všemi výrobci psacích strojů přijato jako univerzální.
Tomu však předcházela zásadní událost, která toto uspořádání upřednostnila před jinými. V té době byly na trhu i psací stroje se sedmi řadami – tři řady pro malá písmena, tři řady pro velká písmena a jedna řada pro číslice. Mezi sebou soupeřily metody psaní dvěma, čtyřmi a deseti prsty. V soutěži mezi metodou slečny Longleyové prezentované na klávesnici s rozložením QWERTY a panem Taubem na klávesnici uspořádané do sedmi řad zvítězil pan McGurrin zastupující školu slečny Longleyové. Firma Remington využila tohoto vítězství a tím došlo k rozšíření uspořádání QWERTY, jež vyvrcholilo ujednáním v Torontu.

## Současná pravidla pro rozložení znaků

Rozložení US QWERTY

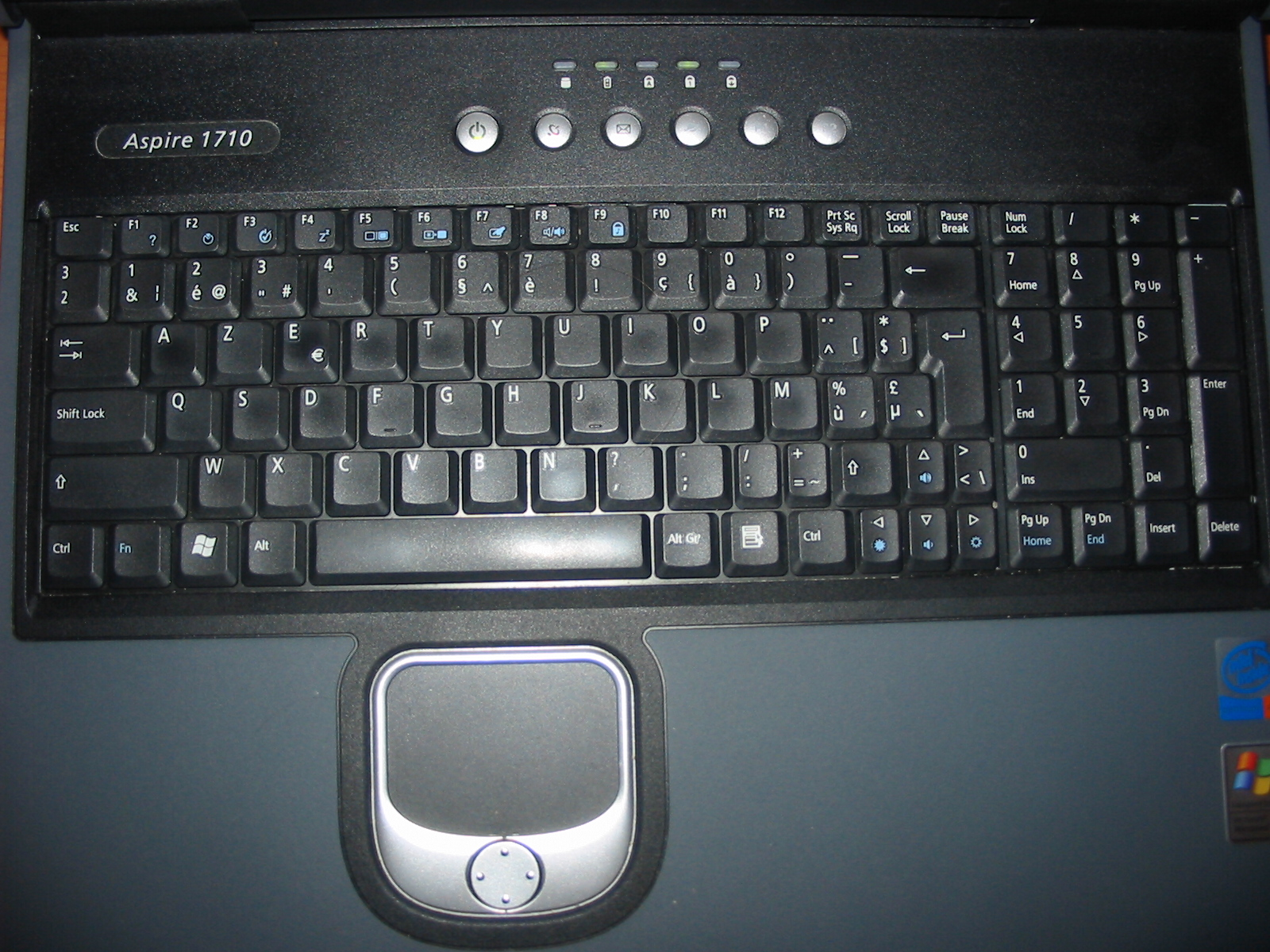
klávesnice notebooku s rozložením AZERTY

Z univerzálního rozložení znaků QWERTY vzniklo mnoho národních modifikací (QWERTZ, AZERTY atd.). Postupující globalizace si vyžádala stanovení alespoň rámcových pravidel pro uspořádání znaků na jednotlivých klávesách klávesnic. V současné době platí mezinárodní norma Mezinárodní elektrotechnické komise a Mezinárodní organizace pro normalizaci ISO/IEC 9995-2:2003, která uvádí, že rozmístění se provádí podle národních norem nebo zvyklostí. Jako jeden z příkladů uvádí možnost na klávese B01 (na českém standardu znak Y) umístit znaky Z nebo Y nebo W.
Rozložení kláves na české klávesnici je stanoveno ČSN 36 9050:1994 Rozložení znaků na české klávesnici pro textové a kancelářské systémy, která stanovuje rozložení pro 48 kláves. Upraveno je tak umístění znaků abecedy, číslic a dále +, =, ´, ¨, §, ), čárky, -, ., ;, ˇ, %, !, ", (, _, :, ? a některých dalších. Umístění znaků vychází z rozložení QWERTZ.

## Rozložení QWERTZ

Rozložení CZ QWERTZ

Rozložení kláves QWERTZ vzniklo prohozením umístění znaků Z a Y v německy mluvících zemích již v 19. století. Důvodem k tomu nejspíše byl četnější výskyt Z v německém textu. Vzhledem k tomu, že české země v té době byly součástí Rakouska-Uherska a němčina byla úředním jazykem, ujala se v českých zemích klávesnice QWERTZ.
Rozložení kláves QWERTZ je pro psaní českého textu výhodnější než QWERTY, neboť i v českém textu se častěji vyskytuje Z než Y. Odborníci se ve výskytu v desetinách procent liší, avšak shodují se v tom, že Z je častější. Použijeme-li údaje, které publikoval RNDr. Jan Králík, CSc., zjistíme, že z tisíce písmen (včetně mezer) je v průměru 19 „Y“ a 22 „Z“ (po zaokrouhlení na celá čísla). I z hlediska zatížení rukou při psaní textu je vhodnější rozložení QWERTZ. Umístění „Z“ na klávese D06 (český standard) sice zvyšuje její již tak velké zatížení (podle způsobu psaní mezery se zatížení pravé ruky v přepočtu na sílu jejích jednotlivých prstů pohybuje od 51,1979 % do 59,3926 %) . Avšak přesun znaku „Z“ na klávesu B01 (americký standard) znamená zvýšení zatížení nejvíce chybujícího prstu, což by pravděpodobně mělo za následek ještě větší nárůst chybovosti. Navíc u žen levý malík v přepočtu na jeho sílu vykazuje největší zatížení ze všech deseti prstů. Proto jeho ještě větší zatížení je opravdu nežádoucí. Prohození obou znaků nepřináší ani výraznější nárůst produktivity práce – pouze o 0,4 %, což je za osmihodinovou směnu asi o dva řádky textu více.[zdroj?]
Toto rozložení však přináší také řadu problémů. Například nepísmenkové znaky (!@#$%^&*()<>?) jsou na standardní české klávesnici QWERTZ rozloženy zcela jinak oproti anglické, proto se mnozí uživatelé přepínají do anglické klávesnice, aby rychleji dosáhli na nějakou často užívanou zkratku.

## Rozložení kláves Dvorak – DSK

Rozložení US Dvorak

Ve 30. letech 20. století vytvoříl pro anglicky píšící americký odborník August Dvorak ergonomičtější rozložení znaků na klávesnici. Toto rozložení lépe odpovídá četnosti jednotlivých znaků v anglicky psaném textu, zohledňuje se i střídání rukou, „síla“ prstů a jiná statistická a ergonomická pravidla. Cílem nového uspořádání mělo být rychlejší, bezchybnější a snazší psaní v důsledku vhodnějšího umístění více frekventovaných znaků.
Podle některých zdrojů  vede používání klávesnice Dvorak ke zvýšení rychlosti psaní anglického textu až na 190 % původní rychlosti, jiné jsou skeptičtější a odhady zlepšení se pohybují v několika málo desítkách procent. Vzhledem k tomu, že již řadu let přední místa ve většině mezinárodních soutěží obsazují Češi, kteří používají rozložení QWERTZ, lze dovozovat, že rozloženi Dvorak není až tak výhodné .
Použití klávesnice Dvorak doplněnou o znaky s diakritikou na jejich původních pozicích představuje omezení výhod oproti anglickému textu. Kniha „Profesionálem v administrativě“ dokonce uvádí, že rozdíl je pro český text zcela zanedbatelný a produktivita vzroste přibližně o 1 %. Publikace dále vypočítává, že tento způsob rozložení kláves umožňuje napsat za osmihodinovou pracovní dobu o pět řádků více textu a nelze podle ní tedy říci, že by byl výrazně efektivnější.

## Optimalizace rozložení kláves
Optimalizace rozložení kláves českého standardu nebyla nikdy oficiálně provedena. Různé amatérské pokusy jsou občas prováděny, včetně využití rozložení Dvorak – DSK. Přitom pokud by došlo k rozmístění znaků v závislosti na jejich výskytu v českém textu, došlo by, jak uvádí publikace „Profesionálem v administrativě“ ke zvýšení produktivity práce přibližně o 12,2 %. Pokud by navíc došlo i k dalším úpravám klávesnice, produktivita práce by mohla být zvýšena o další 2 %. To by umožňovalo psát 59,5 % obsahu textu přímo v základní poloze, tedy z kláves na nichž jsou umístěny prsty při využívání hmatové metody. Tedy přibližně stejně jako při psaní anglického textu na klávesnici Dvorak – DSK.
Optimalizace rozmístění znaků na klávesách by však znamenala ještě větší rozdíly od amerického standardu než jsou dnes. Proti optimalizaci na základě ergonomických pravidel stojí v celém světě probíhající globalizace. Z jejího pohledu by bylo vhodné, aby bylo dosaženo jednotného uspořádání znaků na klávesnici. To by však znamenalo velký odklon od efektivního rozložení znaků v jednotlivých národních standardech a v důsledku toho pokles produktivity práce.[zdroj?]

## Rozložení kláves dle geometrie

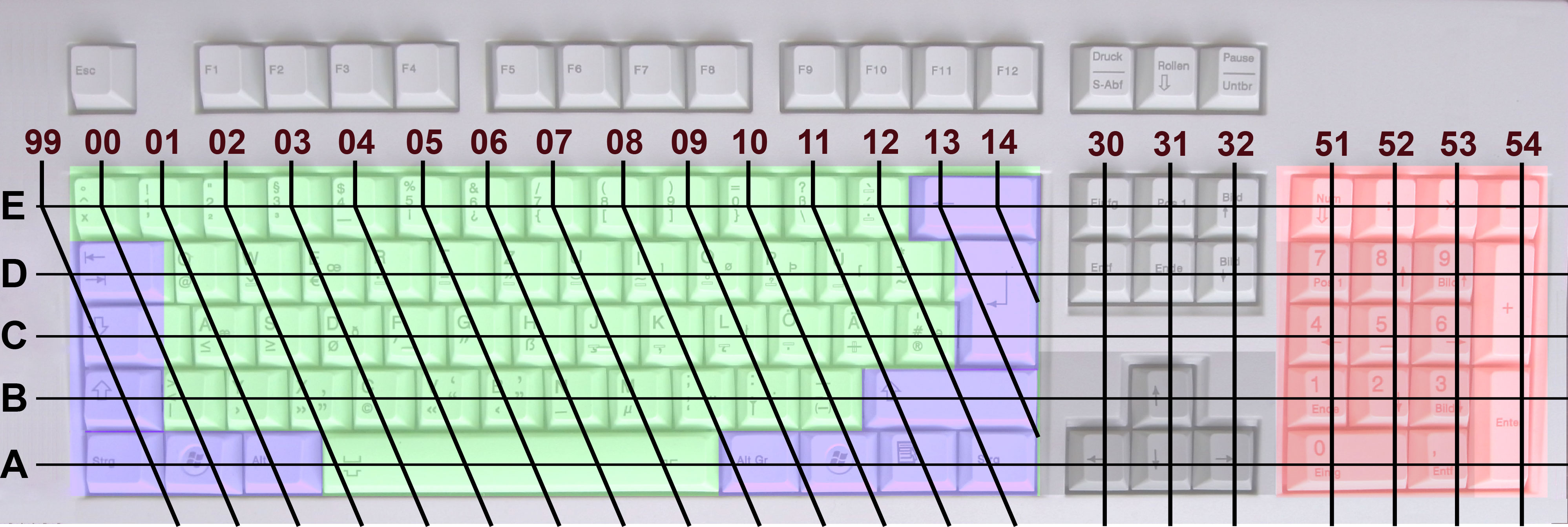
Označení řádků a sloupců na klávesnici

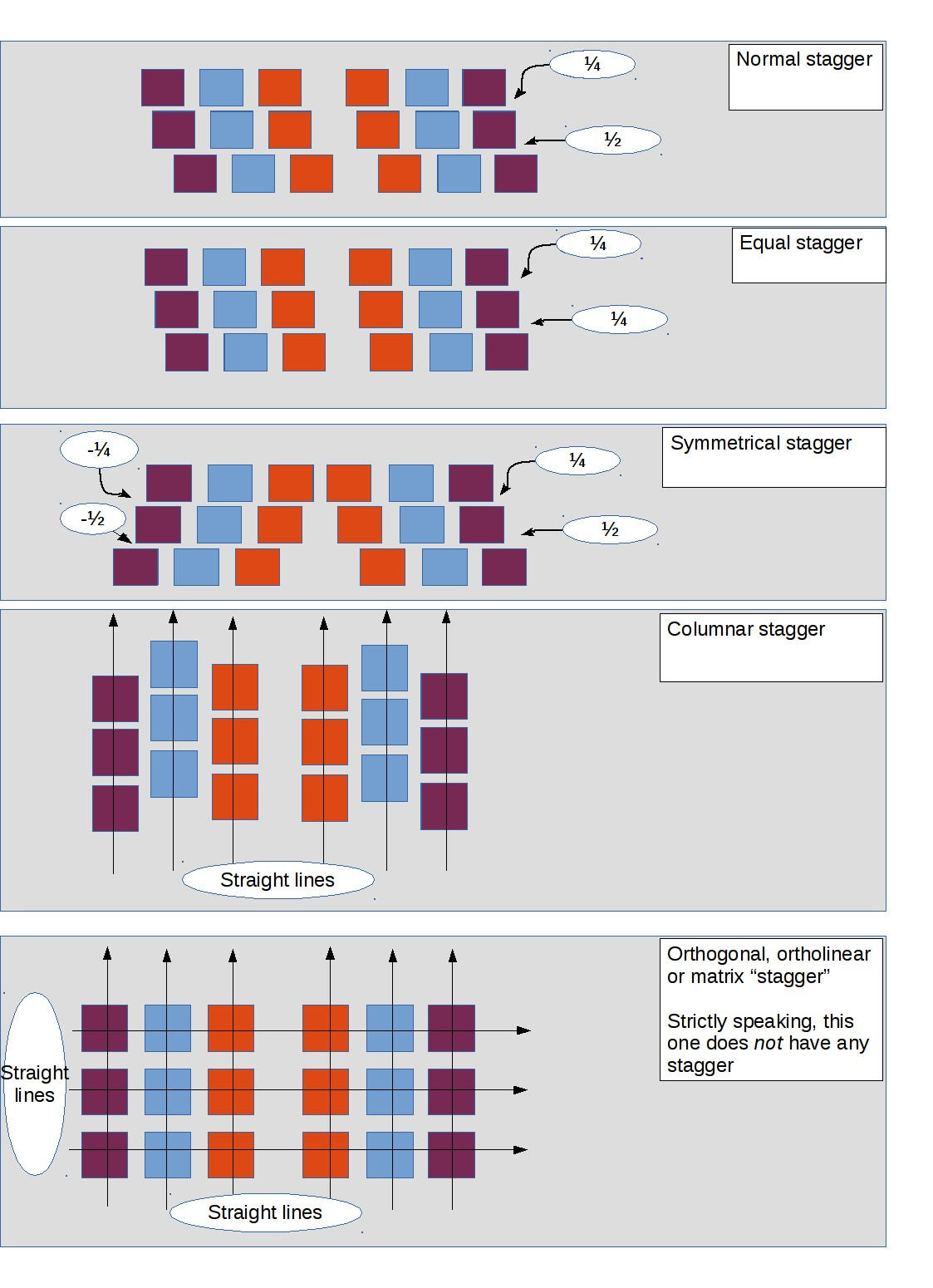
Rozložení kláves dle geometrie

### Normální rozložení
Jednotlivé řádky kláves mají mezi sebou vodorovný posun. Toto uspořádání vzniklo na psacích strojích, aby bylo možné umístit několik řádků kláves nad sebe. Dodnes se jedná o standardní rozložení na téměř všech sériově vyráběných klávesnicích. Prsty se při psaní posunují zešikma.
- Řádek D je posunutý o 1/2 klávesy doprava oproti řádku E.
- Řádek C je posunutý o 1/4 klávesy doprava oproti řádku D.
- Řádek B je posunutý o 1/2 klávesy doprava oproti řádku C.

### Ergonomické rozložení
Někteří výrobci nabízejí tzv. ergonomické klávesnice. Takové klávesnice jsou různě zakřivené a mají zvyšovat pohodlí při psaní.

### Rozložení se stejným posunem řádků
Posun mezi jednotlivými řádky je vždy stejný. Jednou variantou je posun o 1/2 klávesy, druhou variantou je posun o 1/4 klávesy. S tímto rozložením se dá zřídka setkat u sériově vyrábených klávesnic, jinak lze vyrobit na zakázku u specializovaných firem.

### Symetrické rozložení
Klávesnice je rozdělena na levou a pravou část. V levé části je posun mezi řádky proveden na opačnou stranu. Při pohybu prstů na obou rukách směrem k horním klávesám se zároveň přibližují k sobě. Design vychází z toho, že lidské ruce jsou symetrické, a tudíž by se měla levá ruka hýbat na opačnou stranu než ruka pravá. Výroba probíhá na zakázku u specializovaných firem.

### Rozložení se svislým posunem mezi sloupci
Klávesy jsou umístěny v dokonale svislých sloupcích, avšak tyto sloupce jsou mezi sebou posunuty vertikálně. Design vychází z toho, že každý prst na lidské ruce má jinou délku. Při psaní se prsty pohybují po klávesnici jen nahoru a dolů namísto pohybu zešikma. Výroba probíhá na zakázku u specializovaných firem.

### Ortolineární rozložení
Klávesy tvoří čtvercovou síť. Jsou umístěny v dokonale svislých sloupcích a dokonale vodorovných řádcích podobně jako klávesy na numerické klávesnici. Při psaní se prsty pohybují po klávesnici jen nahoru a dolů namísto pohybu zešikma. Cílem rozložení má být především zmenšení námahy prstů při psaní. Výroba probíhá na zakázku u specializovaných firem.